# The Sound of Sonny
The Sound of Sonny — студійний альбом американського джазового саксофоніста Сонні Роллінса, випущений у 1957 році лейблом Riverside Records.  

## Опис
У 1957 році розпочався новий етап у кар'єрі Сонні Роллінса. Він почав записуватися на великій кількості лейблах звукозапису, що для того часу було досить незвично. Тут Роллінс грає разом з піаністом Сонні Кларком, ударником Роєм Гейнсом і басистам Персі Гітом і Полом Чемберсом.
Альбом став першим для Роллінса на лейблі Riverside.

## Список композицій
1. «The Last Time I Saw Paris» (Оскар Геммерстайн ІІ, Джером Керн) — 2:58
2. «Just in Time» (Бетті Комден, Адольф Грін, Джулі Стайн) — 3:59
3. «Toot, Toot, Tootsie» (Тед Фіоріто, Гас Кан, Роберт А. Кінг) — 4:25
4. «What Is There to Say» (Вернон Дюк, Їп Гарбург) — 4:56
5. «Dearly Beloved» (Джером Керн, Джонні Мерсер) — 3:05
6. «Every Time We Say Goodbye» (Коул Портер) — 3:23
7. «Cutie» (Сонні Роллінс) — 5:54
8. «It Could Happen to You» (Джонні Берк, Джиммі Ван Гейзен) — 3:57
9. «Mangos» (Дейл Ліббі, Сід Вейн) — 5:34

## Учасники запису
- Сонні Роллінс — тенор-саксофон
- Сонні Кларк — фортепіано (2-7, 9)
- Пол Чемберс — контрабас  (1, 4, 6, 7, 9)
- Персі Гіт — контрабас (2, 3, 5, 8)
- Рой Гейнс — ударні (2-7, 9)

Технічний персонал
- Оррін Кіпньюз — продюсер